# Pleebo
Pleebo ist eine Stadt im Südosten der Republik Liberia. Sie liegt etwa 25 Kilometer nördlich der Provinzhauptstadt Harper im Maryland County.

## Beschreibung
Pleebo ist ein aufstrebendes Wirtschaftszentrum im Osten Liberias mit Märkten, Banken, einer Zollstation und einer Polizeistation. Nahe der Stadt befinden sich mehrere Stützpunkte der UNMIL, ein Hubschrauberlandeplatz und Flüchtlingslager an der Grenze zur Elfenbeinküste.
In Pleebo entwickelte sich durch die Unterstützung internationaler Hilfsorganisationen und von christlichen Kirchen eine beachtliche Infrastruktur. Ein Kleinkraftwerk versorgt die Verwaltung, ein Gesundheitszentrum, Schulen und Gewerbebetriebe. Im Ort gibt es eine lokale Rundfunkstation Voice of Pleebo.
Die Einwohnerzahl der Stadt Pleebo betrug bei der letzten Volkszählung (2008) 22.693 Einwohner, damit ist Pleebo die bevölkerungsreichste Stadt im Maryland County.